# Pseudoparaparchites
Pseudoparaparchites is een geslacht van uitgestorven kreeftachtigen uit de klasse van de Ostracoda (mosselkreeftjes).

## Soorten
- Pseudoparaparchites aclis Croneis & Thurman, 1939 †
- Pseudoparaparchites cornutus (Cooper, 1946) Bless, 1974 †
- Pseudoparaparchites ensiger Ehrlich, 1964 †
- Pseudoparaparchites formidabilis Schneider, 1959 †
- Pseudoparaparchites kansensis Kellett, 1933 †
- Pseudoparaparchites migrans Pribyl & Snajdr, 1951 †
- Pseudoparaparchites monospinosus Gurevich, 1972 †
- Pseudoparaparchites montis Green, 1963 †
- Pseudoparaparchites parvus Schneider, 1958 †
- Pseudoparaparchites styfordensis Robinson, 1978 †
- Pseudoparaparchites thomasi (Coryell & Sample, 1932) Melnyk & Maddocks, 1988 †